# DHT-S217
DHT-S217はデノンが開発、製造した7.1ch対応サウンドバーである。

## 対応音声フォーマット形式
- Dolby Atmos
- Dolby TrueHD
- Dolby Digital Plus
- Dolby Digital
- AAC
- リニアPCM

（）

## サウンドモード
- Pureモード
- Movieモード
- Musicモード
- Nightモード

（）
Pureモードは放送されているそのままの音声で楽しめる。Nightモードは小音量時にダイナミックレンジを圧縮して聞きやすくなっている。Musicモードは広く包み込むような音場のサウンドを楽しめる。Movieモードは映画館のような臨場感があふれるサウンドが楽しめる。

### DIALOG ENHANCER
LOW/MED/HIGHは、映画のセリフや音楽のボーカルの音量を調節して聞きやすくする。

## 接続端子
- HDMI入力4K60Hz
- TV用HDMI4K60Hz（eARC/ARC）
- 光音声入力
- AUX入力
- サブウーファ出力
- Bluetooth再生

（）